# Katrin-Seilbahn Bad Ischl

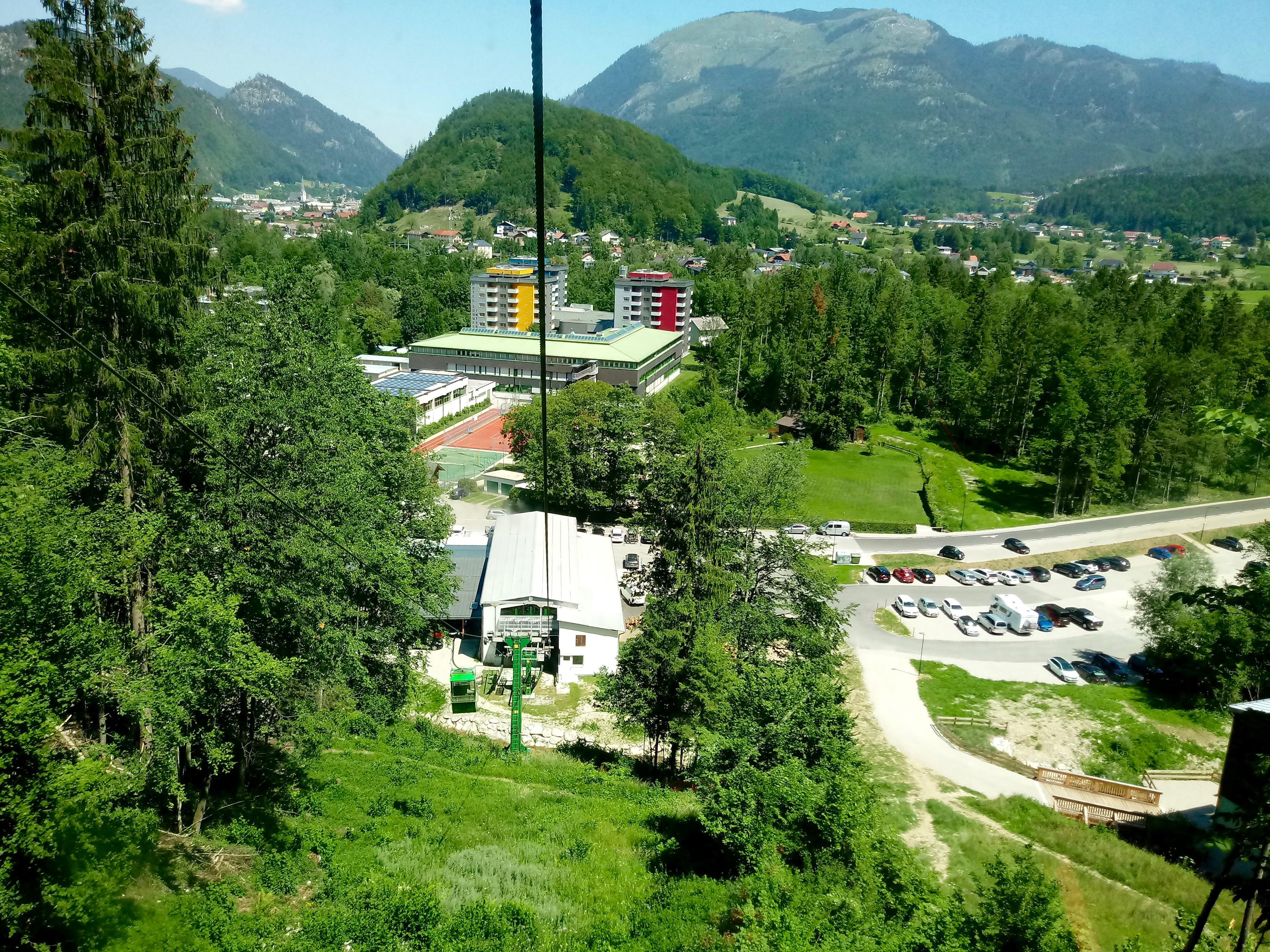
Blick aus einer Gondel zur Talstation

Die Katrin-Seilbahn ist eine Einseilumlaufbahn in der oberösterreichischen Stadt Bad Ischl. Sie verbindet die Talstation auf 474 m Seehöhe mit der Bergstation auf 1415 m am Südosthang der Katrin. Die ursprünglich 1959 errichtete Bahn war die erste kuppelbare Einseilumlaufbahn Österreichs. Heute dient sie dem Personenverkehr im Freizeit- und Ausflugstourismus.

## Geschichte
Die erste Seilbahn auf die Katrin wurde von der 1955 gegründeten Katrin-Seilbahn AG errichtet. Nach dem Bau einer Materialseilbahn 1957 begann die Errichtung der Personenbahn, die am 20. Juni 1959 in Betrieb ging. Die Bahn war mit einem kuppelbaren System nach dem französischen Oehler/Applevage-Prinzip ausgestattet, das Mitnehmer am Seil und automatische Kuppelvorgänge nutzte. Diese Lösung war technisch anspruchsvoll, aber störanfällig.
1976 wurde die Anlage nach einem Unfall stillgelegt. In den Jahren 1978 und 1979 erfolgte ein Neubau durch die österreichische Firma Girak, wobei viele Bauteile der ursprünglichen Anlage – insbesondere Stützen und Stationen – weiterverwendet wurden. Die neue Bahn nutzte fest geklemmte Kabinen mit Schraubenklemmen, die später durch Nockenklemmen ersetzt wurden. Der Betrieb wurde am 30. Juni 1979 wieder aufgenommen.
Die Bahn wurde ab den 1990er-Jahren schrittweise modernisiert. 1996 erfolgte der Klemmenwechsel, 2009 die Steuerungselektronik. Der alpine Skibetrieb wurde im Jahr 2010 eingestellt.

## Technische Daten
| Merkmal                  | Wert                      |
| ------------------------ | ------------------------- |
| Seehöhe Talstation       | 474 m                     |
| Seehöhe Bergstation      | 1415 m                    |
| Schräge Länge            | 2490 m                    |
| Höhenunterschied         | 941 m                     |
| Anzahl Stützen           | 25                        |
| Seildurchmesser          | 36 mm                     |
| Maximale Geschwindigkeit | 3,5 m/s                   |
| Fahrzeit                 | ca. 11,8 Minuten          |
| Kabinenanzahl            | 40 (je 4 Personen)        |
| Förderleistung           | 388 Personen pro Stunde   |
| Antrieb                  | Talstation                |
| Antriebsleistung         | 280 kW                    |
| Spanneinrichtung         | Talstation (Spanngewicht) |
| Hersteller               | Girak                     |
| In Betrieb seit          | 1979 (Neubau)             |

### Betrieb
Die Seilbahn verkehrt saisonal – mit Hauptbetriebszeiten im Frühling, Sommer und Herbst – und befördert jährlich rund 100.000 Personen. Sie erschließt ein Netz an Wanderwegen, darunter den Drei-Länder-Blick, einen Klettersteig sowie ein Familienangebot mit Erlebnisstationen. Auf dem Plateau befinden sich ein Gasthaus und eine bewirtschaftete Almhütte sowie sanitäre Einrichtungen.

### Gesellschaft und wirtschaftliche Entwicklung
Um das Jahr 2010, auch nach der Aufgabe des Wintersportbetriebs, geriet die Seilbahn wirtschaftlich zusehends unter Druck. Die Stadt Bad Ischl prüfte damals die Stilllegung der Bahn. In den Folgejahren wurde jedoch ein verändertes Betriebskonzept umgesetzt, das auf sanften Ganzjahrestourismus ausgerichtet ist. Seit dem Jahr 2019 schreibt die Katrin Seilbahn GmbH laut Betreiberin durchgehend schwarze Zahlen; seither waren keine Zuschüsse durch den Eigentümer, die Stadtgemeinde Bad Ischl, mehr notwendig.
Ein technischer oder kapazitätsbedingter Neubau ist nicht vorgesehen, da die bestehende Infrastruktur – einschließlich Gastronomie, Wanderwegen, sanitären Anlagen und Parkplätzen – gut auf die Förderleistung der Bahn abgestimmt ist.
Aktuell bereitet sich die Seilbahn auf die Umsetzung der neuen Seilbahn-Generalrevisionsverordnung (SeilGV) vor, die mit 1. November 2024 in Kraft trat. Diese ersetzt das frühere Verfahren der Konzessionsverlängerung und sieht spätestens 40 Jahre nach Betriebsbeginn – sowie danach alle 30 Jahre – eine umfassende technische Bewertung vor. Bereits in den Vorjahren wurden zentrale Systeme modernisiert, darunter die Steuerung im Jahr 2008.

### Symbolcharakter
Im Verlauf ihrer mehr als sechs Jahrzehnte währenden Geschichte entwickelte sich die Katrin-Seilbahn über ihre infrastrukturelle Funktion hinaus zu einem regional bekannten Symbol. Ihr klassisches Erscheinungsbild, der Erhalt der historischen Trasse und der Verzicht auf technische Aufrüstung zugunsten der bestehenden Struktur führten zu einer zunehmenden öffentlichen Wahrnehmung als Nostalgiebahn mit hohem Identifikationswert.
Die Bahn wird in lokalen Medien und im öffentlichen Diskurs regelmäßig als fester Bestandteil des Stadtbilds und als Verbindung zwischen Stadt und Naturraum beschrieben. Die Entscheidung für die langfristige Erhaltung wird auch mit dem kulturellen und emotionalen Stellenwert der Bahn begründet.

### Besondere Initiativen
Im Jahr 2019 wurde eine Gondel der Katrin-Seilbahn im Rahmen einer Kooperation mit der katholischen Kirche temporär zur sogenannten „Beichtgondel“ umgestaltet. Die Maßnahme sollte seelsorgerliche Gespräche in einem abgeschirmten Rahmen ermöglichen und fand mediale Beachtung.